# Ángel Cabrera
Ángel Cabrera y Latorre, mais conhecido como Ángel Cabrera (Madri, Espanha, 19 de fevereiro de 1879 — La Plata, Argentina, 8 de julho de 1960) foi um zoólogo e paleontólogo espanhol. Cabrera nasceu em Madri, onde estudou na Universidade Complutense. Trabalhou no Museu Nacional de Ciências Naturais, participando de várias expedições ao Marrocos.
Em 1925, Cabrera viaja a Argentina, onde permanece para o resto da vida. Ele foi chefe do Departamento de Paleontologia de Vertebrados no Museu de La Plata, e realizou expedições à Patagônia e Catamarca.
Seu filho Ángel Lulio Cabrera também foi um importante naturalista.

## Obras
- Fauna Ibérica. Mamíferos (1914)
- Genera Mammalium (1919)
- Los mamíferos de Marruecos (1932)
- Zoología (1938)
- Mamíferos sudaficanos (1943)
- Caballos de América (1945)

- «Merino, M.M. (2002). Hizo historia: Ángel Cabrera (1879-1960). Revista Ambienta 14, 63-64» (PDF) (em espanhol)
- «Obituário de Ángel Cabrera» (em inglês)